# Lobke Berkhout
Lobke Berkhout, född den 11 november 1980 i Amsterdam, är en nederländsk seglare.
Hon tog OS-brons i 470 i samband med de olympiska seglingstävlingarna 2012 i London.